# Wupperthal
Wupperthal (parfois aussi orthographiée Wuppertal) est une petite ville dans les montagnes du Cederberg dans la province du Cap occidental en Afrique du Sud. Elle a été fondée en 1830 par deux missionnaires allemands de la Rhenish Missionary Society (Rheinische Mission), Theobald von Wurmb et Johann Gottlieb Leipoldt, grand-père de C. Louis Leipoldt – environ 100 ans avant que la ville de Wuppertal soit officiellement établie en Allemagne. En 1965, après que la Mission rhénane eut progressivement réduit ses activités en Afrique australe sur une période de 40 ans, il fut décidé que Wupperthal devait à l’avenir faire partie de l’Eglise morave, qui, à ce stade, avait déjà fait la transition d’une mission à une église autonome en Afrique du Sud. La ville demeure une station missionnaire morave à ce jour.

## Géographie
Le village reste isolé, et est accessible par une route en terre depuis Clanwilliam en passant par le col de Pakhuis. Les installations municipales comprennent l’église morave, une boutique, un salon de thé, un bureau de poste, une école avec deux auberges et une salle communautaire.
La plupart des familles de la communauté dépendent de l’agriculture à petite échelle et de l’élevage de subsistance. La culture la plus importante est le thé rooibos. Les zones montagneuses entourant le village permettent le pâturage des chèvres.
À son apogée, l’usine de chaussures, fondée par Johann Leipoldt lui-même, a fourni du travail à de nombreux artisans qualifiés. Les Wupperthal veldskoen cousus à la main (chaussures traditionnelles en daim) étaient célèbres à travers l’Afrique du Sud pour leur confort et leur qualité. Une tannerie et une fabrique de gants sont également en activité depuis de nombreuses années. L’usine de chaussures existe encore aujourd’hui, mais fonctionne à une échelle beaucoup plus petite.
Le tourisme est une industrie en pleine croissance à Wupperthal, en particulier pendant la saison des fleurs du Namaqualand en août et septembre, lorsque les pentes de montagne apparemment arides sont recouvertes de fleurs pendant quelques semaines. Un projet touristique communautaire propose des chalets indépendants et un camping. Les activités comprennent la randonnée pédestre, des sentiers en 4x4 et des promenades en calèche.